# .gov
.gov (governamental) é um domínio de topo patrocinado (sTLD) usado nos DNS's da internet relacionados à URL de entidades ligadas ao Governo dos Estados Unidos da América. Na língua inglesa é normalmente pronunciado como uma palavra, dot-gov, e entrou na linguagem comum dessa forma. O nome é derivado de governo, indicando que seu uso é restrito por entidades governamentais. O domínio .gov é administrado pela Administração de Serviços Gerais dos Estados Unidos e VeriSign.